# Uuno Kailas
Uuno Kailas, nacido Frans Uno Salonen (29 de marzo de 1901 – 22 de marzo de 1933), fue un poeta, autor y traductor finlandés. Junto con Kaarlo Sarkia, Kailas fue el poeta finlandés más prominente de la década de 1930.

## Vida
Kailas nació en Heinola. Después de la muerte de su madre, recibió en su juventud una crianza estricta y religiosa por parte de su abuela. Estudió en Heinola y ocasionalmente en la Universidad de Helsinki. En 1919, participó en la Aunus expedition, donde su amigo cercano Bruno Schildt fue asesinado.
La crítica y las traducciones de Kailas estuvieron publicadas en Helsingin Sanomat. Su primera colección de poesía fue Tuuli ja tähkä en 1922.
Kailas sirvió en el ejército de 1923 hasta que 1925. En 1929, fue hospitalizado debido por esquizofrenia, y también se le diagnosticó tuberculosis. Murió en Niza, Francia en 1933 y fue enterrado en Helsinki.

## Trabajos

### Poesía
- Tuuli ja tähkä (Gummerus, 1922)
- Purjehtijat (WSOY, 1925)
- Silmästä silmään (Schildt, 1926)
- Paljain jaloin (Otava, 1928)
- Uni ja kuolema (WSOY, 1931)
- Runoja (Poemas de colecciones de poesía Paljain jaloin, Purjehtijat, Silmästä silmään, Tuuli ja tähkä y Uni ja kuolema; WSOY, 1932)
- Punajuova (WSOY, 1933)
- Valikoima runoja (WSOY, 1938)
- Isien Lazo (WSOY, 1941)
- Uuno Kailaan runoja (Selección; WSOY, 1963)
- Ja tomust alkaa avaruus (Selección; Karisto, 1984)
- Unen, kuoleman ja intohimon lauluja (selección; Otava, 1986)
- Unten maa (Selección; Karisto 1989)
- Tuulien laulu (Selección; entre Saima Harmaja es y Eino Leino  poemas; Kirjapaja, 1992)
- Tuulien nousuun (Kirjapaja, 1996)
- Palava laulu (Selección; WSOY, 2000)

### Cuentos
- Novelleja (WSOY 1936)

### Traducciones
- Leacock, Stephen: Pukinsorkka (Gummerus, 1923)
- Bruhn, Rudolf: Kuuden kerho (Otava 1924)
- Kaunis Saksa (WSOY 1924)
- Rakkauden korkea veisu (Gummerus 1924)
- Rosen, Erwin: Kaikkien valtojen uhalla (Gummerus 1924)
- Francia, Anatole: Aadamin ensimmäisen vaimon tytär (Kansanvalta 1926)
- Mörne, Arvid: Meren kasvojen edessä (Schildt 1926)
- Scott, Gabriel: Polku (Schildt 1926)
- Södergran, Edith: Levottomia unia (Tulenkantajain osakeyhtiö 1929)
- Kessel, Joseph: Ruhtinasöitä (Näytelmä 1930)
- Tegnér, Esaias: Fritjofin taru (Otava 1932)
- Södergran, Edith: Kohtaamisia (valikoima; WSOY 1982)
- Södergran, Edith: Runoja (WSOY 1942; conocido también como Kultaiset linnut, Karisto 1990)
- Södergran, Edith: Elämäni, kuolemani ja kohtaloni (entre Pentti Saaritsa  ja Aale Tynni  traducciones; Otava 1994)
- Södergran, Edith: Hiljainen puutarha (Karisto 1994)

## Literatura
- Maunu Niinistö: Uuno Kailas: hänen elämänsä ja hänen runoutensa. WSOY, 1956.
- Matti Hälli: Uuno Kailaasta Aila Meriluotoon. Suomalaisten kirjailijain elämäkertoja. WSOY, 1947.
- Uuno Kailas: muistojulkaisu. WSOY, 1933.
- Kalle Achté: Uuno Kailas - runoilija psykiatrin silmin. Yliopistopaino.